# Episodi di Poirot (quinta stagione)
La quinta stagione di Poirot è composta da 8 episodi della durata di 52 minuti.
| nº | Titolo originale                            | Titolo italiano                            | Prima TV Inghilterra | Prima TV Italia |
| -- | ------------------------------------------- | ------------------------------------------ | -------------------- | --------------- |
| 1  | The Adventure of the Egyptian Tomb          | La maledizione della tomba egizia          | 17 gennaio 1993      | 1994            |
| 2  | The Underdog                                | Una donna sa...                            | 24 gennaio 1993      | 1994            |
| 3  | Yellow Iris                                 | Iris gialli                                | 31 gennaio 1993      | 1994            |
| 4  | The Case of the Missing Will                | Il caso del testamento mancante            | 7 febbraio 1993      | 1994            |
| 5  | The Adventure of the Italian Nobleman       | La disavventura di un nobile italiano      | 14 febbraio 1993     | 1994            |
| 6  | The Chocolate Box                           | La scatola di cioccolatini                 | 21 febbraio 1993     | 1994            |
| 7  | Dead Man's Mirror                           | Lo specchio del morto                      | 28 febbraio 1993     | 1994            |
| 8  | The Jewel Robbery at the Grand Metropolitan | Il furto di gioielli al Grand Metropolitan | 7 marzo 1993         | 1994            |

## La maledizione della tomba egizia
- Titolo originale: The Adventure of the Egyptian Tomb
- Diretto da: Peter Barber-Fleming

### Trama
Un archeologo muore di attacco cardiaco poco dopo aver aperto una tomba egizia, ma la sua vedova crede che ci sia qualcosa di poco chiaro e contatta Poirot che dal canto suo scarta subito l'ipotesi di una maledizione della mummia. Rischiando la propria vita, Poirot porta allo scoperto l'assassino.
- Romanzo originale: La maledizione della tomba egizia, sesto racconto del terzo libro Poirot indaga.

## Una donna sa...
- Titolo italiano alternativo: La formula del delitto
- Titolo originale: The Underdog
- Diretto da: John Bruce

### Trama
Un omicidio in un impianto chimico nella Germania del 1930 che minacciava gli interessi economici britannici; alla ricerca della verità, la segretaria di Poirot, Miss Lemon, ipnotizza con successo la vedova dell'uomo assassinato.

## Iris gialli
- Titolo italiano alternativo: L'enigma dell'iris giallo
- Titolo originale: Yellow Iris
- Diretto da: Peter Barber-Fleming

### Trama
Amici e famiglia si riuniscono a una cena per ricordare il secondo anniversario della morte di una donna. L'atmosfera è così carica di elettricità che uno quasi si aspetta che la vittima torni dalla morte. Nel frattempo, Poirot viene coinvolto in un colpo di Stato e arrestato come spia, cosa che gli impedisce di risolvere un omicidio ad un ristorante francese gestito da un italiano a Buenos Aires... Ma non tutto è perduto.
- Racconto originale: Iris gialli, quinto racconto del libro In tre contro il delitto.

## Il caso del testamento mancante
- Titolo italiano alternativo: Il testamento scomparso
- Titolo originale: The Case of the Missing Will
- Diretto da: John Bruce

### Trama
Poirot deve eseguire le ultime volontà di un vecchio amico che è stato ucciso.
- Curiosità: il racconto originale ha una trama del tutto differente dal telefilm.
- Romanzo originale: Il caso del testamento mancante, decimo racconto del terzo libro Poirot indaga.

## La disavventura di un nobile italiano
- Titolo italiano alternativo: Delitto all'italiana
- Titolo originale: The Adventure of the Italian Nobleman
- Diretto da: Brian Farnham

### Trama
Il dott. Hawker, amico di Hastings, riceve notizie preoccupanti su un paziente, il conte Foscatini, e viene trovato il corpo di un uomo percosso a morte. Il roadster italiano di Hastings e il nuovo ammiratore di Miss Lemon sembrano essere collegati l'uno con l'altro e con l'uomo assassinato mentre Poirot scopre che l'investigazione lo conduce nel mondo della mala della Little Italy londinese. La storia culmina con un inseguimento automobilistico letale.
- Romanzo originale: La disavventura di un nobile italiano, nono racconto del terzo libro Poirot indaga.

## La scatola di cioccolatini
- Titolo italiano alternativo: Il primo caso di Poirot
- Titolo originale: The Chocolate Box
- Diretto da: Ken Grieve

### Trama
Poirot ritorna in Belgio per accompagnare l'Ispettore Japp che deve ricevere un premio da un'associazione di Bruxelles. Qui egli rievoca una sua indagine, svolta quando era ancora un giovane membro della polizia belga, prima della Grande Guerra. Si trattò del misterioso omicidio di un uomo politico che non è mai stato ufficialmente risolto. In realtà Poirot, indagando contro il volere dei suoi superiori, aveva individuato il colpevole, ma era arrivato a una conclusione che aveva preferito non rivelare. Rincontra, dopo tanti anni, anche la giovane donna che gli aveva chiesto di condurre quella inchiesta, e della quale lui si era timidamente invaghito. Porta ancora la spilla che lei gli aveva regalato.
Curiosità:
- nel racconto originale Poirot racconta questa storia ad Hastings
- nel film la stazione indicata come "Gare du Bruxelles" (stazione in realtà inesistente come nome) è la stazione di Antwerpen Centraal

## Lo specchio del morto
- Titolo italiano alternativo: L'arte del delitto
- Titolo originale: Dead Man's Mirror
- Diretto da: Brian Farnham

### Trama
A un'asta, Hercule Poirot vuole comprare un vecchio specchio. Il mercante d'arte Gervase Chevenix offre più di lui ma in seguito è intenzionato a cedere lo specchio a Poirot se quest'ultimo vorrà investigare su un caso. Chevenix crede di essere stato fregato da un architetto, John Lake, e la signora Chevenix sostiene che la sua guida spirituale, un egiziano chiamato Saphra, l'abbia avvertita di una morte imminente. Un testamento conteso, un secondo testamento mai firmato, il suono di spari dietro delle porte chiuse a chiave e un apparente suicidio che Poirot sospetta essere un omicidio...
- Racconto originale: Lo specchio del morto, terzo racconto del libro Quattro casi per Hercule Poirot.

## Il furto di gioielli al Grand Metropolitan
- Titolo italiano alternativo: Furto al Metropolitan
- Titolo originale: The Jewel Robbery at the Grand Metropolitan
- Diretto da: Ken Grieve

### Trama
Le famose perle della signora Opalsen sono state rubate e Poirot è lieto di poter dare una mano alle indagini. Un furto complesso richiede soluzioni sofisticate. Sfortunatamente Poirot viene intralciato ovunque vada dal fatto di venire scambiato per 'Lucky Len'.
- Romanzo originale: Il furto di gioielli al Grand Metropolitan, settimo racconto del terzo libro Poirot indaga.